# 최재건
최재건(崔在建, 1942년 2월 26일~)은 대한민국의 신학자이며 연세대학교의 교수이다.
미국 코넷티컷(Connecticut) 한인교회와 웨스트체스터(Westchester) 연합교회에서 담임목회를 했으며, 서울대학교를 비롯한 여러 대학교에서 강의를 했으며, 현재 성결대학교 석좌교수로 있다. 한국 기독교 초기선교

세계적인 교회사가이인 라투레트 박사의 제자였던 연세대학교의 백낙준 박사의 애제자로서 기독교 교회사와 한국교회의 역사에 많은 공헌을 하고있다.

## 학력
- 1960. 3.     경남고등학교 졸업
- 1971. 2.     연세대학교 신과대학 졸업
- 1971-1973   연세대학교 연합신학대학원 졸업(신학석사-교회사전공)
- 1975.        고신대학교 고려신학대학원 수학
- 1976-1978   토론토 대학교(University of Toronto, Emmanuel College) 졸업(Th. M-교회사)
- 1979-1982   예일 대학교 신학대학원(Yale University, The Divinity School) 졸업(S.T.M.교회사)
- 1981-1985   예일대학교 대학원(Yale University, The Graduate School)졸업(M.A 역사전공)
- 1984-1987   하바드대학교 신학대학원 및 대학원(Harvard University, The Divinity School & The Graduate School of Arts and Sciences)수료(R.G.)
- 1987-1997  하버드 대학교 대학원(Harvard University, The Graduate School of Arts and Sciences) 졸업(Ph.D.)

## 경 력
- 1985-1987  코넷티컷(Connecticut) 한인교회 담임
- 1989-1995  웨스트체스터(Westchester) 연합교회 담임
- 1994-1995  미국장로교 허드슨노회(P.C.U.S.A. Hudson River Presbytery) 회원(부노회장 역임)
- 1997-현재  연세대, 서울대,  장신대,  감신대, 강남대, 고려신학대학원, 안양대, 한세대, 한남대. 서울기독대 강사, 한국영성신학연구원(원장)
- 2000-2004   백석대학교 교수(교회사)
- 2004-2012   연세대학교 (연구, 객원)교수(교회사)
- 2012-2015   명성교회협동목사
- 2012-2020   연세대학교 신과대학 한국기독교문화연구소 전문연구원
- 2022. 9-     성결대학교 석좌교수

## 연구실적

### 학위논문
- Doctrinal and Institutional Development of Catholicism in the 19th Century Korea: An Analysis Based on a Comparative Study of the Great Persecutions of  1801 and 1866, Harvard University, 1997.

### 논문
1. “19세기 한국 가톨릭 교회의 제도적 발전에 관한 일 성찰”. 『교회와 역사』. No. 271,   1997.
2. "Sociological Causes of the Catholic Persecutions in the Late Chosŏn Dynasty" .  Yonsei Journal of Theology. Vol. 2, 1997.
3. "Sociological Analysis of the Catholic Believers in the Late Chosŏn Dynasty" .   Yonsei Journal of Theology. Vol. 3, 1998.
4. "Political Causes of the Catholic Persecutions in the King Chŏngjo's Regime".     『신학논총』. No. 4, 1999.
5. "The Ideological Causes of the Catholic Persecutions in the Late Chosŏn Dynasty,"  Yonsei Journal of Theology, Vol. 4, 1999.
6. "Christian and Anti-Christian Movement in North Korea (1945-1980)" .Yonsei  Journal of Theology. Vol. 5, 2000.
7. "Yun Chi-ho's Conversion to Christianity and the Development of His Enlightenment   Thought," 『종교개혁과 개혁신학』, 성광문화사, 2000.
8. “김장환 목사의 설교와 삶”. 『한국교회 설교가 연구』. 한국교회사학연구소, 2000.
9. “한국 초대교회의 신학교육”. 『진리가 너희를 자유케하리라』. 장종현 박사 육영25주년기념 논문집, 2001.
10. “Shinto Shrine Question and Korean Church (1938-1945)". Yonsei Journal of Theology.  Vol. 6. 2001.
11. “한국 근대 기독교 대학의 설립과 이념에 관한 연구”. 『한국 기독교대학의 정체성』. 백석기독학회, 2002. 3.
12. “The Proliferation of Catholicism in the Late Chosun Dynasty through heredit. Yonsei Journal of Theology. Vol.7, 2002.
13. "친인척관계에 의한 초기 서학의 확산“. 『기독신학저널』. 4호, 2003.
14. "The Canadian Presbyterian Mission in Korea 1898-1926". Theological Forum.   Vol.34. 2003.
15. “A Study on the Nevius Mission Method". 『교회, 민족, 역사』. 솔래 민경배박사 고희 논문집, 2004.
16. “종교개혁의 동인과 한국교회의 물량주의”. 『현대와 신학』, 제28집, 2004.
17. “안중근이 순국 직전에 겪은 내적 시련과 그 사생관”. 『신학논단』. 37, 2004. pp. 265-305.
18. “맥아더장군의 전후 일본에서의 종교정책과 그것이 한국에 끼친 영향”. 『성결교회와 신학』. 12,  2004.
19. “MacArthur's Religious Policy in Occupied Japan". Theological Forum. No. 41, 2005.
20. “MacArthur's Religious Policy in Occupied Japan Japan and its influences in Korea".          Theological Forum. No. 46, 2006.
21. “한국장로교회의 중국 산동성 선교”.『韓國敎會史學會誌』. 18집, 2006
22. “1928년 예루살렘 국제선교협의회와 한국교회”. 『신학논단』. 45, 2006.
23. “Underwood 대학설립 차별성”. 『역사신학논총』. 12, 2006.
24. “한국교회 초기의 부흥운동”. 『말씀의 창』. No. 1, 2006.pp. 98-114.
25. “회개, 영성, 부흥-교회와 신학의 만남”. 『신학논단』. 47, 2007.
26. “The Modern Development of Christian Higher education in Korea: The case of Yonsei        University 's Search for a Christian Identity and Role as a witness in a Secular            World", Christian Respond to Asian Challenges: A Glocalaion View on Christian  Higher Education in East Asia, 2007.
27. “한경직목사의 교육선교”.  한경직 목사기념사업회, 2007.
28. “1920년대 개신교 선교사들의 교육정책 전환”. 『역사신학논총』. No. 15, 2008.
29. “배민수목사의 미국에서의 활동”. 『신학논단』. 제51집, 2008.
30. “배민수의 항일활동과 항일노선의 변천”. 『신학논단』. 제57집, 2009.
31. “언더우드의 대학설립의 이상과 실현”, 『언더우드 기념 강연집』. 서울 연세대학교출판부, 2011. pp.373-443.
32. “한국장로교회가 한국교육에 끼친 영향”,『長老敎會와 神學』. 제9호(2012). 231-271.
33. “한국장로교회의 산동선교와 최초 해외선교의 상황과 의의”, 『산동선교100주년의 교훈과 제언』. 서울: 도서출판 케노시스, 2012. PP. 83-127.
34. “한경직 목사가 한국교회와 세계교회에 끼친 영향”, 한국장로교단 창립100주년 제8차신학심포지엄 자료집, 2012. pp.17-43.
35. “대한민국 건국기 미국의 대한정책과 주한선교사들의 역할”. 『대한민국 건국과 기독교』. 서울: 북코리아, 2014. pp.113-173.
36. “고신·승동측의 합동과 고신측의 환원”, 『고신교회, 어디서 와서 어디로 가는가?』 서울: 미래교회포럼, 2014. pp.290-322.
37. “배민수목사의 농촌운동과 신앙”, 『농촌과 목회』. 통권 59(2013, 가을호).pp.8-22.
38. "초기연희전문학교의 선교사들과 화충학풍“, 『일제하 연세학풍과 민족교육』. 서울: 혜안, 2014. pp.83-115.
39. "제중원설립과 선교사들의 역할“. 『延世醫史學』. 제18권 1호 (2015년 6월). pp. 7-46./『제중원  130년과 근대의학』. 서울: 역사공간, 2016. pp.12-58.
40. “제중원시기의 알렌과 언더우드의 활동”,『延世醫史學』. 제18권 2호 (2015년 12월).pp.7-48./ 『한국 근대 의학의 기원, 연세』. 서울: 역사공간, 2016. pp.12-56.
41. “라투레트와 백낙준의 교회사관”, 『韓國敎會史學會誌』. 제41집(2015.8). pp. 175-204.
42. “언더우드-의연히 여기 계시도다”, 『인물로 보는 연세신학 백년』. 서울: 동연. 2015. pp. 85-135.
43. “로즈-연세사학의 초석을 놓다”, 『인물로 보는 연세신학 백년』. 서울: 동연. 2015. pp. 163-184.
44. “제중원의태동과 발전”. 『연세의료원선교130년』. 서울: 연세대학교출판문화연구원, 2015.  pp.12-57.
45. “명성교회의 성장요인: 그 서설: 성장요인과 자료 소개를 중심으로”,『은파 김삼환 목사 성역50주년 기념문집 오직주님 』. 서울: 실로암, 2016. pp.259-304.
46. “ A Historical Study and Analysis on the Growth of Myungsung Presbyterian Church,”
47. Only Lord: Festschrift in Honor of “Eunpa ” Rev. Dr. Sam-whan Kim’s 50 Years of          Ministry. Seoul: Siloam, 2016. pp. 241-285.
48. "로즈(H. Rhodes)선교사의 선교활동과 연희에서의 교육사역".『연희전문학교의 학문과 동아시아대학』. 서울 :혜안, 2016.  pp. 89-113.
49. “베커(A. Becker)와 연희전문학교”, 『연희전문학교의 학문과 동아시아대학』. 서울: 혜안, 2016. pp.11-46.
50. “한국교회의 신사참배 문제”,  2016 12월   독립유공자 추천 컨퍼런스 자료집
51. “해방 후 백낙준의 대학 건설과 운영”, 『남북분단속의 연세 학문』. 서울: 혜안, 2017.             pp.13-54.
52. “에비슨의 의료 선교활동과 1900년 뉴욕 에큐메니컬 선교대회”, 『피어선신학논단』. 제6권제2호 (통권11집). 2017. pp.145-175.
53. “Dr. Chang Sei Kim: A Public Health Pioneer Devoted to Korea’s Independence               Movement”, Yonsei Medical Journal. Vol. 58 No.5 September 2017.
54. “Preeminant Medical Missionary in the 20th Century: O. R. Avison, Yonsei Medical Journal . Vol.59 No.1, January 2018.
55. “배민수의 삶과 사상, 그의 유지계승”, 『대학과 선교』. 제39집(2019) 155-191.
56. “조수옥의 신사참배 반대운동과 그 삶”. ‘항일여성 독립운동 신앙인 최덕지 안이숙 조수옥 재조명 학술세미나’ 자료집 (83-102). 2019.

### 저서
1. 최재건 외. 『알기쉬운 교회사』. 이레서원, 2000.
2. Early Catholicism  in Korea. Seoul: Handl Publishing House, 2005.
3. 『조선후기서학의 수용과 발전』. 서울 ; 한들출판사, 2005.
4. The Origin of the Roman Catholic Church in Korea. Cheltenham, Pa: The Hermit Kingdom       Press, 2006
5. 최재건 편. 『근현대부흥운동사』. 서울: 기독교문서선교회, 2007.
6. The Korean Church under Japanese Colonialism.  Seuol: Jimoondang, 2007.
7. 『언더우드의 대학 설립 ;그 이상과 실현』. 서울 : 연세대출판문화원. 2012.
8. 『한국교회사론』. 서울: CLS, 2018
9. 『연·세전 교장 에비슨 자료집』3. 2018
10. 『한부선의 해방후 선교편지』. 2018
11. Dr. Oliver R. Avison: Preeminent Medical Missionary. Lambert Academic Publishing, 2020

### 번역서
1. Noll, Mark.. A History of Christianity in the United States and Canada, Grand Rapids: Eerdmans, 1995. 『미국 캐나다 기독교역사』, 서울: 기독교문서선교회, 2005.
2. McGrath, Alister E.  Reformation Thought; An Introduction, (3rd Edition),Oxford:Blackwell Publishing, 2002. 『종교개혁사상』, 서울: 기독교문서선교회, 2006.
3. Lee, Kun Sam. The Christian Confrontation with Shinto Nationalism, Philadelphia: The Presbyterian & Reformed Publishing Company, 1966. 『기독교와 신도국가주의의 대결』,    생명의 양식, 2008.
4. Rhodes, Harry A. History of the Korea mission Presbyterian  Church U.S.A. 1884-1934. Seoul: Chosen Mission Presbyterian Church U.S.A.,1934.『미국북장로교한국선교회사』.       서울: 연세대학교 출판부, 2009.

## 같이 보기
- 한국기독교학회
- 한국의 신학자 목록
- 개혁신학자